# Gaius Sallustius Aiax
Gaius Sallustius Aiax war ein römischer Maler, der im 1. Jahrhundert tätig war.
Sallustius Aiax war ein Freigelassener des Senators Gaius Sallustius Crispus Passienus. Er ist nur durch eine in Rom gefundene Grabinschrift auf einem ihm gewidmeten Monumentalgrab bekannt, in der er als Maler („pictor“) bezeichnet wird.